# Sint-Lievens-Houtem
Sint-Lievens-Houtem ist eine belgische Gemeinde in der Denderstreek in der Region Flandern mit 10.687 Einwohnern (Stand 1. Januar 2024). Die Gemeinde hat insgesamt fünf Teilgemeinden, Bavegem, Letterhoutem, Sint-Lievens-Houtem, Vlierzele und Zonnegem.
Der Molenbeek verläuft durch Letterhoutem, Vlierzele und Zonnegem.
Aalst liegt 13 Kilometer östlich, Gent 15 km nordwestlich und Brüssel etwa 36 km östlich.
Die nächsten Autobahnanschlussstellen befinden sich im Norden bei Wetteren und Erpe-Mere an der A10/E 40.
In Herzele, Oosterzele, Melle und Erpe-Mere befinden sich die nächsten Regionalbahnhöfe und in Gent und Brüssel halten auch überregionale Schnellzüge.
2010 wurde der Houtem Jaarmarkt, eine jährliche Wintermesse und Viehmarkt, in die Liste des immateriellen Kulturerbes als UNESCO-Weltkulturerbe aufgenommen.

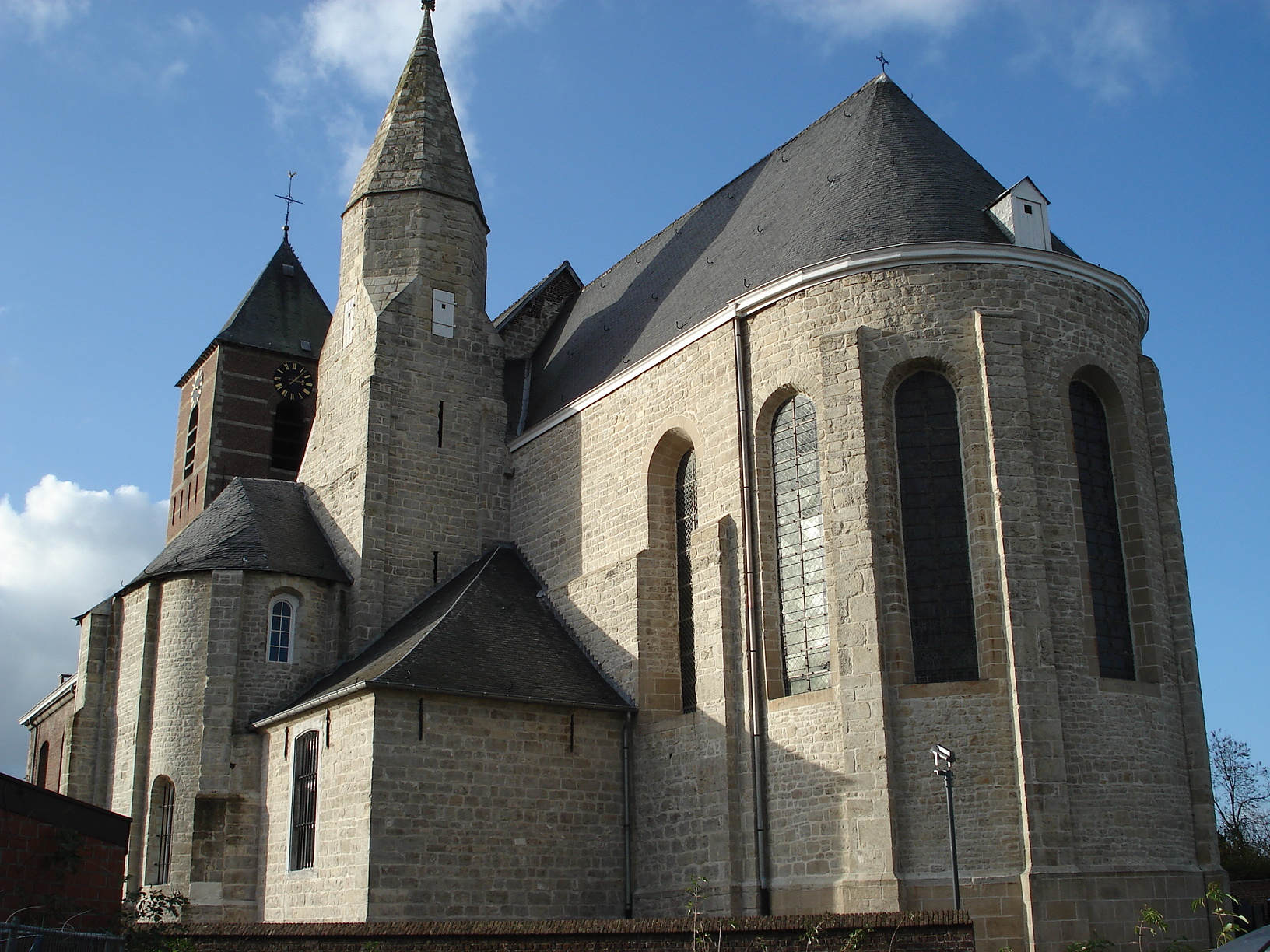
Sint-Michielskerk

## Persönlichkeiten
- Michel Van Aerde (1933–2020), Radrennfahrer, geboren in Zonnegem
- Willy Louis Braekman (1931–2006), Volkskundler und Pharmaziehistoriker
- Bamboula Ferret (1919–2008), Jazzmusiker
- Maurice Van Herzele (1917–1998), Radrennfahrer